# Coppa del mondo di atletica leggera 1979
La seconda edizione della Coppa del mondo di atletica leggera si disputò dal 24 al 26 agosto 1979 allo Stadio Olimpico di Montréal, in Canada, dove si erano disputate le Olimpiadi tre anni prima.
Parteciparono le squadre nazionali degli Stati Uniti d'America e delle prime due squadre classificate alla Coppa Europa dello stesso anno, vale a dire Germania Est e Unione Sovietica, oltre alle selezioni continentali di Europa, Africa, Asia, Americhe e Oceania.
La nazionale degli Stati Uniti d'America giunse al primo posto nella classifica maschile, mentre la competizione femminile vide il successo della Germania Est.

## Risultati

### 100 m
| Pos. | Sq. | Atleta                | Ris.  |
| ---- | --- | --------------------- | ----- |
| 1    | USA | James Sanford         | 10.17 |
| 2    | AME | Silvio Leonard        | 10.26 |
| 3    | EUR | Marian Woronin        | 10.28 |
| 4    | DDR | Olaf Prenzler         | 10.33 |
| 5    | AFR | Ernest Obeng          | 10.36 |
| 6    | OCE | Richard James         | 10.49 |
| 7    | ASI | Suchart Chairsuvaparb | 10.51 |
| 8    | URS | Nikolaj Kolesnikov    | 11.47 |

| Pos. | Sq. | Atleta               | Ris.  |
| ---- | --- | -------------------- | ----- |
| 1    | USA | Evelyn Ashford       | 11.06 |
| 2    | DDR | Marlies Göhr         | 11.17 |
| 3    | EUR | Annegret Richter     | 11.36 |
| 4    | URS | Ljudmila Kondrat'eva | 11.47 |
| 5    | AME | Angela Taylor        | 11.50 |
| 6    | OCE | Helen Edwards        | 11.67 |
| 7    | AFR | Oguzoeme Nsenu       | 11.78 |
| 8    | ASI | Emiko Konishi        | 12.31 |

### 200 m
| Pos. | Sq. | Atleta          | Ris.  |
| ---- | --- | --------------- | ----- |
| 1    | AME | Silvio Leonard  | 20.34 |
| 2    | EUR | Leszek Dunecki  | 20.50 |
| 3    | AFR | Peter Okodogbe  | 20.69 |
| 4    | DDR | Bernhard Hoff   | 20.73 |
| 5    | USA | Mel Lattany     | 20.75 |
| 6    | URS | Viktor Burakov  | 20.96 |
| 7    | ASI | Yasuhiro Harada | 21.14 |
| 8    | OCE | Barry Besanko   | 21.19 |

| Pos. | Sq. | Atleta               | Ris.  |
| ---- | --- | -------------------- | ----- |
| 1    | USA | Evelyn Ashford       | 21.83 |
| 2    | DDR | Marita Koch          | 22.02 |
| 3    | URS | Ljudmila Kondrat'eva | 22.66 |
| 4    | EUR | Annegret Richter     | 22.78 |
| 5    | AME | Angela Taylor        | 22.83 |
| 6    | AFR | Hannah Afriyie       | 23.61 |
| 7    | OCE | Kim Robertson        | 23.78 |
| 8    | ASI | Sumiko Kaihara       | 24.60 |

### 400 m
| Pos. | Sq. | Atleta                 | Ris.  |
| ---- | --- | ---------------------- | ----- |
| 1    | AFR | Hassan El Kashief      | 45.39 |
| 2    | URS | Nikolaj Černeckij      | 46.06 |
| 3    | USA | Tony Darden            | 46.12 |
| 4    | EUR | Franz-Peter Hofmeister | 46.36 |
| 5    | DDR | Frank Schaffer         | 46.75 |
| 6    | AME | Colin Bradford         | 46.88 |
| 7    | OCE | Jim O'Sullivan         | 48.20 |
| 8    | ASI | Shoichi Handa          | 48.58 |

| Pos. | Sq. | Atleta             | Ris.  |
| ---- | --- | ------------------ | ----- |
| 1    | DDR | Marita Koch        | 48.97 |
| 2    | URS | Marija Kul'čunova  | 50.60 |
| 3    | EUR | Irena Szewińska    | 51.15 |
| 4    | AME | Marita Payne       | 53.01 |
| 5    | OCE | Terri-Anne Wangman | 53.44 |
| 6    | AFR | Ruth Waithera      | 53.60 |
| 7    | USA | Patricia Jackson   | 54.37 |
| 8    | ASI | Rita Sen           | 57.76 |

### 800 m
| Pos. | Sq. | Atleta              | Ris.    |
| ---- | --- | ------------------- | ------- |
| 1    | AFR | James Maina         | 1:47.69 |
| 2    | USA | James Robinson      | 1:47.85 |
| 3    | EUR | Willi Wülbeck       | 1:47.88 |
| 4    | DDR | Olaf Beyer          | 1:47.90 |
| 5    | AME | Agberto Guimarães   | 1:48.8  |
| 6    | URS | Anatolij Rešetnjak  | 1:49.4  |
| 7    | OCE | John Higham         | 1:50.2  |
| 8    | ASI | Faleh Naji Jarallah | 1:55.4  |

| Pos. | Sq. | Atleta              | Ris.    |
| ---- | --- | ------------------- | ------- |
| 1    | EUR | Nikolina Shtereva   | 2:00.52 |
| 2    | URS | Nadija Olizarenko   | 2:01.09 |
| 3    | DDR | Anita Weiss         | 2:01.33 |
| 4    | AME | Anne Mackie-Morelli | 2:02.01 |
| 5    | OCE | Charlene Rendina    | 2:02.62 |
| 6    | AFR | Mary Chemweno       | 2:04.49 |
| 7    | USA | Wendy Knudson       | 2:06.06 |
| 8    | ASI | Geeta Zutshi        | 2:10.4  |

### 1500 m
| Pos. | Sq. | Atleta              | Ris.    |
| ---- | --- | ------------------- | ------- |
| 1    | EUR | Thomas Wessinghage  | 3:46.00 |
| 2    | URS | Vladimir Ponomar'ëv | 3:46.13 |
| 3    | DDR | Jürgen Straub       | 3:46.30 |
| 4    | USA | Steve Scott         | 3:46.78 |
| 5    | AFR | Mike Boit           | 3:46.85 |
| 6    | OCE | Steve Foley         | 3:47.8  |
| 7    | AME | Paul Craig          | 3:48.1  |
| 8    | ASI | Rattan Singh        | 3:52.4  |

| Pos. | Sq. | Atleta                | Ris.    |
| ---- | --- | --------------------- | ------- |
| 1    | DDR | Christiane Wartenberg | 4:06.86 |
| 2    | URS | Giana Romanova        | 4:08.73 |
| 3    | USA | Francie Larrieu       | 4:09.16 |
| 4    | AFR | Sakina Boutamine      | 4:12.13 |
| 5    | OCE | Alison Wright         | 4:13.48 |
| 6    | AME | Brit McRoberts        | 4:15.33 |
| 7    | ASI | Kumiko Kobayashi      | 4:47.33 |
|      | EUR | Tonka Petrova         | DQ      |

### 5000 m / 3000 m
| Pos. | Sq. | Atleta            | Ris.    |
| ---- | --- | ----------------- | ------- |
| 1    | AFR | Miruts Yifter     | 13:35.9 |
| 2    | URS | Valerij Abramov   | 13:37.6 |
| 3    | EUR | Markus Ryffel     | 13:38.6 |
| 4    | DDR | Hansjörg Kunze    | 13:39.8 |
| 5    | AME | Rodolfo Gómez     | 13:40.6 |
| 6    | USA | Matt Centrowitz   | 13:42.0 |
| 7    | OCE | David Fitzsimmons | 13:45.1 |
| 8    | ASI | Gopal Singh Saini | 14:26.8 |

| Pos. | Sq. | Atleta            | Ris.    |
| ---- | --- | ----------------- | ------- |
| 1    | URS | Svetlana Ulmasova | 8:36.34 |
| 2    | EUR | Grete Waitz       | 8:38.59 |
| 3    | USA | Francie Larrieu   | 8:53.02 |
| 4    | DDR | Ursula Sauer      | 9:13.27 |
| 5    | OCE | Barbara Moore     | 9:19.65 |
| 6    | AME | Shauna Miller     | 9:20.28 |
| 7    | AFR | Sakina Boutamine  | 9:30.73 |
| 8    | ASI | Tashiko Kumagai   | 9:52.95 |

### 10000 m
| \| Pos. \| Sq. \| Atleta \| Ris. \| \| ---- \| --- \| ------------------ \| -------- \| \| 1 \| AFR \| Miruts Yifter \| 27:53.07 \| \| 2 \| USA \| Craig Virgin \| 27:59.55 \| \| 3 \| URS \| Aleksandr Antipov \| 28:25.17 \| \| 4 \| OCE \| Gerard Barrett \| 28:29.76 \| \| 5 \| AME \| Peter Butler \| 28:40.83 \| \| 6 \| DDR \| Werner Schildhauer \| 28:25.17 \| \| 7 \| EUR \| John Treacy \| 29:25.30 \| \| 8 \| ASI \| Edward Vincent \| 29:26.50 \| |     |                    |          |
| Pos. | Sq. | Atleta             | Ris.     |
| 1 | AFR | Miruts Yifter      | 27:53.07 |
| 2 | USA | Craig Virgin       | 27:59.55 |
| 3 | URS | Aleksandr Antipov  | 28:25.17 |
| 4 | OCE | Gerard Barrett     | 28:29.76 |
| 5 | AME | Peter Butler       | 28:40.83 |
| 6 | DDR | Werner Schildhauer | 28:25.17 |
| 7 | EUR | John Treacy        | 29:25.30 |
| 8 | ASI | Edward Vincent     | 29:26.50 |

### 3000 m siepi
| \| Pos. \| Sq. \| Atleta \| Ris. \| \| ---- \| --- \| ------------------- \| ------- \| \| 1 \| AFR \| Kiprotich Rono \| 8:25.97 \| \| 2 \| DDR \| Ralf Pönitzsch \| 8:29.28 \| \| 3 \| EUR \| Mariano Scartezzini \| 8:29.44 \| \| 4 \| USA \| Henry Marsh \| 8:30.09 \| \| 5 \| ASI \| Masanari Shintaku \| 8:40.00 \| \| 6 \| URS \| Anatolij Dimov \| 8:46.23 \| \| 7 \| AME \| Philippe Lahuerte \| 8:54.68 \| \| 8 \| OCE \| Howard Healey \| 9:15.06 \| |     |                     |         |
| Pos. | Sq. | Atleta              | Ris.    |
| 1 | AFR | Kiprotich Rono      | 8:25.97 |
| 2 | DDR | Ralf Pönitzsch      | 8:29.28 |
| 3 | EUR | Mariano Scartezzini | 8:29.44 |
| 4 | USA | Henry Marsh         | 8:30.09 |
| 5 | ASI | Masanari Shintaku   | 8:40.00 |
| 6 | URS | Anatolij Dimov      | 8:46.23 |
| 7 | AME | Philippe Lahuerte   | 8:54.68 |
| 8 | OCE | Howard Healey       | 9:15.06 |

### 110/100 m ostacoli
| Pos. | Sq. | Atleta             | Ris.  |
| ---- | --- | ------------------ | ----- |
| 1    | USA | Renaldo Nehemiah   | 13.39 |
| 2    | DDR | Thomas Munkelt     | 13.42 |
| 3    | AME | Alejandro Casañas  | 13.44 |
| 4    | URS | Aleksandr Pučkov   | 13.74 |
| 5    | EUR | Jan Pusty          | 13.88 |
| 6    | AFR | Godwin Obasogie    | 14.18 |
| 7    | OCE | Michael Wilson     | 14.59 |
|      | ASI | Yoshifumi Fujimori | DNF   |

| Pos. | Sq. | Atleta             | Ris.  |
| ---- | --- | ------------------ | ----- |
| 1    | EUR | Grażyna Rabsztyn   | 12.67 |
| 2    | URS | Tat'jana Anisimova | 12.75 |
| 3    | DDR | Kerstin Claus      | 13.03 |
| 4    | USA | Debbie LaPlante    | 13.23 |
| 5    | AME | Sharon Lane        | 13.63 |
| 6    | OCE | Penny Gillies      | 13.88 |
| 7    | AFR | Judi Bell-Gam      | 13.93 |
| 8    | ASI | Emi Akimoto        | 14.28 |

### 400 m ostacoli
| Pos. | Sq. | Atleta              | Ris.  |
| ---- | --- | ------------------- | ----- |
| 1    | USA | Edwin Moses         | 47.53 |
| 2    | EUR | Harald Schmid       | 48.71 |
| 3    | URS | Vasilij Archipenko  | 48.97 |
| 4    | DDR | Volker Beck         | 49.66 |
| 5    | OCE | Peter Grant         | 50.20 |
| 6    | AME | Antônio E. Ferreira | 50.54 |
| 7    | AFR | Daniel Kimaiyo      | 50.55 |
|      | ASI | Hassan Kadhum       | DNS   |

| Pos. | Sq. | Atleta           | Ris.  |
| ---- | --- | ---------------- | ----- |
| 1    | DDR | Bärbel Klepp     | 55.83 |
| 2    | URS | Marina Makeeva   | 56.02 |
| 3    | USA | Debbie Esser     | 56.75 |
| 4    | EUR | Christine Warden | 57.20 |
| 5    | OCE | Lynette Young    | 58.80 |
| 6    | AME | Francine Gendron | 61.02 |
| 7    | ASI | Yumiko Aoki      | 61.02 |
| 8    | AFR | Fatima El Faquir | 67.42 |

### Salto in alto
| Pos. | Sq. | Atleta              | Ris. |
| ---- | --- | ------------------- | ---- |
| 1    | USA | Franklin Jacobs     | 2.27 |
| 2    | EUR | Jacek Wszoła        | 2.27 |
| 3    | URS | Aleksandr Grigor'ev | 2.24 |
| 4    | DDR | Rolf Beilschmidt    | 2.24 |
| 5    | AME | Milt Ottey          | 2.10 |
| 6    | AFR | Othmane Belfaa      | 2.10 |
| 7    | ASI | Kazunori Koshikawa  | 2.05 |
| 8    | OCE | Michael Dick        | 2.00 |

| Pos. | Sq. | Atleta              | Ris.    |
| ---- | --- | ------------------- | ------- |
| 1    | AME | Debbie Brill        | 1.96 NR |
| 2    | EUR | Sara Simeoni        | 1.94    |
| 3    | URS | Nina Serbina        | 1.90    |
| 4    | DDR | Rosemarie Ackermann | 1.87    |
| 5    | USA | Louise Ritter       | 1.87    |
| 6    | OCE | Catherine Soanes    | 1.78    |
| 7    | ASI | Zheng Dazhen        | 1.75    |
| 8    | AFR | Kawther Akremi      | 1.65    |

### Salto con l'asta
| \| Pos. \| Sq. \| Atleta \| Ris. \| \| ---- \| --- \| ----------------- \| ---- \| \| 1 \| USA \| Mike Tully \| 5.45 \| \| 2 \| EUR \| Patrick Abada \| 5.45 \| \| 3 \| URS \| Konstantin Volkov \| 5.30 \| \| 4 \| AME \| Bruce Simpson \| 5.20 \| \| 5 \| ASI \| Itsuo Takanezawa \| 5.00 \| \| 6 \| DDR \| Axel Weber \| 5.00 \| \| 7 \| OCE \| Bob Huddle \| 4.60 \| \| 8 \| AFR \| Kaddour Rahal \| NH \| |     |                   |      |
| Pos. | Sq. | Atleta            | Ris. |
| 1 | USA | Mike Tully        | 5.45 |
| 2 | EUR | Patrick Abada     | 5.45 |
| 3 | URS | Konstantin Volkov | 5.30 |
| 4 | AME | Bruce Simpson     | 5.20 |
| 5 | ASI | Itsuo Takanezawa  | 5.00 |
| 6 | DDR | Axel Weber        | 5.00 |
| 7 | OCE | Bob Huddle        | 4.60 |
| 8 | AFR | Kaddour Rahal     | NH   |

### Salto in lungo
| Pos. | Sq. | Atleta            | Ris. |
| ---- | --- | ----------------- | ---- |
| 1    | USA | Larry Myricks     | 8.52 |
| 2    | DDR | Lutz Dombrowski   | 8.27 |
| 3    | AME | David Giralt      | 8.22 |
| 4    | URS | Valerij Podlužnij | 7.88 |
| 5    | OCE | Gary Honey        | 7.72 |
| 6    | EUR | Grzegorz Cybulski | 7.66 |
| 7    | ASI | Suresh Babu       | 7.41 |
| 8    | AFR | Kayode Elegbede   | 7.36 |

| Pos. | Sq. | Atleta            | Ris. |
| ---- | --- | ----------------- | ---- |
| 1    | URS | Anita Stukane     | 6.64 |
| 2    | DDR | Brigitte Wujak    | 6.55 |
| 3    | USA | Kathy McMillan    | 6.31 |
| 4    | AME | Eloisa Echevarría | 6.25 |
| 5    | EUR | Doina Anton       | 6.09 |
| 6    | ASI | Sumie Awara       | 5.96 |
| 7    | OCE | Lynette Jacenko   | 5.91 |
| 8    | AFR | Bella Bell-Gam    | 5.73 |

### Salto triplo
| \| Pos. \| Sq. \| Atleta \| Ris. \| \| ---- \| --- \| ----------------------- \| ----- \| \| 1 \| AME \| João Carlos de Oliveira \| 17.02 \| \| 2 \| URS \| Henadz' Valjukevič \| 16.94 \| \| 3 \| OCE \| Ian Campbell \| 16.76 \| \| 4 \| ASI \| Zou Zhenxian \| 16.68 \| \| 5 \| USA \| Willie Banks \| 16.66 \| \| 6 \| DDR \| Lothar Gora \| 16.31 \| \| 7 \| AFR \| Ajayi Agbebaku \| 16.31 \| \| 8 \| EUR \| Bernard Lamitié \| 15.86 \| |     |                         |       |
| Pos. | Sq. | Atleta                  | Ris.  |
| 1 | AME | João Carlos de Oliveira | 17.02 |
| 2 | URS | Henadz' Valjukevič      | 16.94 |
| 3 | OCE | Ian Campbell            | 16.76 |
| 4 | ASI | Zou Zhenxian            | 16.68 |
| 5 | USA | Willie Banks            | 16.66 |
| 6 | DDR | Lothar Gora             | 16.31 |
| 7 | AFR | Ajayi Agbebaku          | 16.31 |
| 8 | EUR | Bernard Lamitié         | 15.86 |

### Getto del peso
| Pos. | Sq. | Atleta               | Ris.  |
| ---- | --- | -------------------- | ----- |
| 1    | DDR | Udo Beyer            | 20.45 |
| 2    | EUR | Reijo Ståhlberg      | 20.05 |
| 3    | URS | Aleksandr Baryšnikov | 20.00 |
| 4    | USA | Dave Laut            | 19.42 |
| 5    | AME | Bishop Dolegiewicz   | 19.40 |
| 6    | AFR | Youssef Nagui Assaad | 19.00 |
| 7    | ASI | Mohamed Al-Zinkawi   | 17.25 |
| 8    | OCE | Ray Rigby            | 16.43 |

| Pos. | Sq. | Atleta               | Ris.  |
| ---- | --- | -------------------- | ----- |
| 1    | DDR | Ilona Slupianek      | 20.98 |
| 2    | EUR | Helena Fibingerová   | 19.74 |
| 3    | URS | Svetlana Kračevskaja | 19.70 |
| 4    | USA | Maren Seidler        | 18.86 |
| 5    | AME | Elena Sarriá         | 18.59 |
| 6    | ASI | Shen Lijuan          | 16.46 |
| 7    | OCE | Bev Francis          | 15.16 |
| 8    | AFR | Odette Mistoul       | 13.71 |

### Lancio del disco
| Pos. | Sq. | Atleta                 | Ris.  |
| ---- | --- | ---------------------- | ----- |
| 1    | DDR | Wolfgang Schmidt       | 66.02 |
| 2    | USA | Mac Wilkins            | 64.92 |
| 3    | AME | Luis Delís             | 63.50 |
| 4    | EUR | Knut Hjeltnes          | 63.50 |
| 5    | URS | Igor' Duginec          | 59.34 |
| 6    | OCE | Robin Tait             | 54.60 |
| 7    | AFR | Abderrazak Ben Hassine | 52.82 |
| 8    | ASI | Kiyotaka Kawasaki      | 52.54 |

| Pos. | Sq. | Atleta              | Ris.  |
| ---- | --- | ------------------- | ----- |
| 1    | DDR | Evelin Jahl         | 65.18 |
| 2    | URS | Svetlana Mel'nikova | 65.14 |
| 3    | AME | María Betancourt    | 62.84 |
| 4    | EUR | Svetla Božkova      | 60.84 |
| 5    | OCE | Gael Mulhall-Martin | 56.50 |
| 6    | ASI | Li Xiaohui          | 55.64 |
| 7    | USA | Lynne Winbigler     | 50.06 |
| 8    | AFR | Zoubida Laayouni    | 46.08 |

### Lancio del martello
| \| Pos. \| Sq. \| Atleta \| Ris. \| \| ---- \| --- \| ------------------- \| ----- \| \| 1 \| URS \| Sergej Litvinov \| 78.70 \| \| 2 \| EUR \| Karl-Hans Riehm \| 75.88 \| \| 3 \| DDR \| Roland Steuk \| 74.82 \| \| 4 \| OCE \| Peter Farmer \| 71.68 \| \| 5 \| AME \| Armando Orozco \| 69.62 \| \| 6 \| ASI \| Shigenobu Murofushi \| 67.32 \| \| 7 \| USA \| Boris Djerassiaomao \| 65.20 \| \| 8 \| AFR \| Abdellah Boubekeur \| 51.66 \| |     |                     |       |
| Pos. | Sq. | Atleta              | Ris.  |
| 1 | URS | Sergej Litvinov     | 78.70 |
| 2 | EUR | Karl-Hans Riehm     | 75.88 |
| 3 | DDR | Roland Steuk        | 74.82 |
| 4 | OCE | Peter Farmer        | 71.68 |
| 5 | AME | Armando Orozco      | 69.62 |
| 6 | ASI | Shigenobu Murofushi | 67.32 |
| 7 | USA | Boris Djerassiaomao | 65.20 |
| 8 | AFR | Abdellah Boubekeur  | 51.66 |

### Lancio del giavellotto
| Pos. | Sq. | Atleta            | Ris.  |
| ---- | --- | ----------------- | ----- |
| 1    | DDR | Wolfgang Hanisch  | 86.48 |
| 2    | OCE | Michael O'Rourke  | 85.80 |
| 3    | AME | Antonio González  | 83.44 |
| 4    | EUR | Michael Wessing   | 81.06 |
| 5    | URS | Aleksandr Makarov | 80.76 |
| 6    | AFR | Jacques Abéhi Ayé | 74.94 |
| 7    | ASI | Shen Maomao       | 72.70 |
| 8    | USA | Duncan Atwood     | 71.06 |

| Pos. | Sq. | Atleta              | Ris.  |
| ---- | --- | ------------------- | ----- |
| 1    | DDR | Ruth Fuchs          | 66.10 |
| 2    | EUR | Eva Zorgo-Raduly    | 65.82 |
| 3    | AME | María Caridad Colón | 63.50 |
| 4    | USA | Kate Schmidt        | 59.98 |
| 5    | URS | Saida Gunba         | 57.00 |
| 6    | ASI | Li Xiaohui          | 52.50 |
| 7    | OCE | Pam Matthews        | 52.48 |
| 8    | AFR | Agnès Tchuinté      | 49.64 |

### Staffetta 4 x 100
| Pos. | Sq. | Atleta                                                                         | Ris.  |
| ---- | --- | ------------------------------------------------------------------------------ | ----- |
| 1    | AME | Osvaldo Lara, Nelson Rocha dos Santos, Silvio Leonard, Altevir Silva de Araújo | 38.70 |
| 2    | USA | Mike Roberson, Harvey Glance, Mel Lattany, Steve Riddick                       | 38.77 |
| 3    | EUR | Jerzy Brunner, Leszek Dunecki, Zenon Licznerski, Marian Woronin                | 38.85 |
| 4    | DDR | Klaus-Dieter Kurrat, Detlef Kübeck, Olaf Prenzler, Steffen Thrän               | 38.86 |
| 5    | AFR | Ernest Obeng, Edward Ofili, Théophile Nkounkou, Peter Okodogbe                 | 39.02 |
| 6    | URS | Valerij Podlužnij, Andrej Šljapnikov, Aleksandr Aksinin, Vladimir Ignatenko    | 39.52 |
| 7    | OCE | James Kelly, Richard James, Barry Besanko, Colin O'Sullivan                    | 39.85 |
| 8    | ASI | Suchart Chairsuvaparb, Mohamed Amer Al-Malky, Akira Harada, Shunzo Shito       | 40.09 |

| Pos. | Sq. | Atleta                                                                | Ris.  |
| ---- | --- | --------------------------------------------------------------------- | ----- |
| 1    | EUR | Linda Haglund, Chantal Réga, Annegret Richter, Heather Oakes          | 42.19 |
| 2    | DDR | Christina Lathan, Romy Schneider, Ingrid Auerswald, Marlies Göhr      | 42.32 |
| 3    | URS | Vera Anisimova, Olga Korotkova, Marina Sidorova, Ljudmila Kondrat'eva | 42.52 |
| 4    | USA | Evelyn Ashford, Karen Hawkins, Dollie Fleetwood, Valerie Boyer        | 43.53 |
| 5    | AME | Lilieth Hodges, Rose Allwood, Silvia Chivás, Angella Taylor           | 43.99 |
| 6    | OCE | Helen Edwards, Debbie Wells, Janeen Faithfull, Kim Robertson          | 44.62 |
| 7    | AFR | Nazaeli Kyomo, Grace Bakari, Hannah Afriyie, Oguzoeme Nsenu           | 44.83 |
| 8    | ASI | Yumiko Aoi, Usanee Lopinkarn, Mo Hyung-Hee, Ying Yaping               | 46.19 |

### Staffetta 4 x 400
| Pos. | Sq. | Atleta                                                                    | Ris.    |
| ---- | --- | ------------------------------------------------------------------------- | ------- |
| 1    | USA | Herman Frazier, Darrell Green, Willie Smith, Tony Darden                  | 3:00.70 |
| 2    | EUR | Ryszard Podlas, Harry Schulting, Franz-P. Hofmeister, Harald Schmid       | 3:00.80 |
| 3    | AFR | Billy Konchellah, Ndubuisi Dele Udo, James Atuti, Hassan El Kashief       | 3:01.22 |
| 4    | URS | Viktor Burakov, Vasilij Archipenko, Remigius Valiulis, Nikolaj Černeckij  | 3:02.24 |
| 5    | AME | Ian Stapleton, Colin Bradford, Brian Saunders, Clyde Edwards              | 3:02.39 |
| 6    | DDR | Frank Richter, Udo Bauer, Frank Schaffer, Manfred Konow                   | 3:05.27 |
| 7    | OCE | Peter Grant, Jim O'Sullivan, John Higham, Peter Pearless                  | 3:06.20 |
| 8    | ASI | Fahim Al-Sada, Uday Krishna Pradu, Ramashwany Gnanasekaran, Shoichi Handa | 3:12.49 |

| Pos. | Sq. | Atleta                                                                    | Ris.    |
| ---- | --- | ------------------------------------------------------------------------- | ------- |
| 1    | DDR | Gabriele Kotte, Christina Lathan, Brigitte Kohn, Marita Koch              | 3:20.37 |
| 2    | URS | Irina Bagrjanceva, Tat'jana Proročenko, Nina Zjus'kova, Marija Kul'čunova | 3:23.04 |
| 3    | USA | Sharon Dabney, Rosalyn Bryant, Patricia Jackson, Sherri Howard            | 3:27.36 |
| 4    | EUR | Karoline Käfer, Jarmila Kratochvílová, Elke Decker, Irena Szewińska       | 3:27.39 |
| 5    | AME | Aurelia Pentón, Jacqueline Pusey, Marita Payne, June Griffith             | 3:28.50 |
| 6    | OCE | Marian O'Shaughnessy, Terri-Anne Wangman, Lynnette Young, Kim Robertson   | 3:35.60 |
| 7    | AFR | Grace Bakari, Marieme Boye, Mary Chemweno, Ruth Waithera                  | 3:36.24 |
| 8    | ASI | Rita Sen, Yumiko Aoi, Saik Oik Cum, Chen Juying                           | 3:48.75 |

## Classifiche
| Pos. | Squadra               | Punti |
| ---- | --------------------- | ----- |
| 1    | Stati Uniti d'America | 119   |
| 2    | Europa                | 112   |
| 3    | Germania Est          | 108   |
| 4    | Unione Sovietica      | 102   |
| 5    | Americhe              | 98    |
| 6    | Africa                | 84    |
| 7    | Oceania               | 58    |
| 8    | Asia                  | 36    |

| Pos. | Squadra               | Punti |
| ---- | --------------------- | ----- |
| 1    | Germania Est          | 106   |
| 2    | Unione Sovietica      | 98    |
| 3    | Europa                | 88    |
| 4    | Stati Uniti d'America | 76    |
| 5    | Americhe              | 68    |
| 6    | Oceania               | 47    |
| 7    | Africa                | 30    |
| 8    | Asia                  | 26    |